# 1842 in Italia

## Avvenimenti

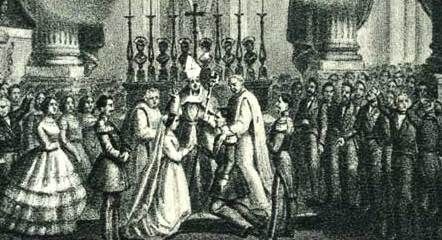
Nozze di Vittorio Emanuele e Maria Adelaide

- 20 gennaio : Alphonse Ratisbonne si converte al cattolicesimo dopo l'apparizione della Madonna a Sant'Andrea delle Fratte, a Roma[1].

- 12 aprile: il principe ereditario del Piemonte, Vittorio Emanuele si sposa a Stupinigi con Maria Adelaide d'Asburgo-Lorena[2].

- 8 luglio: l'eclissi solare che si estese in diversi paesi dell'emisfero boreale europeo e asiatico, fu visibile anche nell'Italia settentrionale

- 9 ottobre: presso Capo di Ponte viene fondata la congregazione delle Suore di Santa Dorotea di Cemmo.

- 13 dicembre: viene inaugurata la Padova-Marghera, primo tratto della Milano-Venezia[3].

- a Livorno terminano i lavori del Cisternone, costruito su progetto di Pasquale Poccianti; i lavori erano iniziati nel 1829.

- a Firenze viene fondata la Fonderia del Pignone, in seguito: Nuovo Pignone.

- a Sarnico Pietro Riva fonda l'omonimo cantiere navale[4]

## Cultura

### Letteratura
- edizione definitiva de I promessi sposi di Alessandro Manzoni.
- pubblicazione di Michelina, unico romanzo di Temistocle Solera. È ambientato nella Milano del 1836[5].

- I edizione dei Paralipomeni della Batracomiomachia, di Leopardi

### Musica
- 9 marzo: prima esecuzione al Teatro alla Scala di Milano dell'opera lirica Nabucco di Giuseppe Verdi[6].
- 19 maggio: prima esecuzione della Linda di Chamounix, di Gaetano Donizetti,  al Kärntnertortheater di Vienna

## Nati
- 27 ottobre : Giovanni Giolitti, politico, più volte presidente del Consiglio dei ministri tra il 1892 e il 1921.